# 椎名素夫
椎名 素夫（しいな もとお、1930年8月19日 - 2007年3月16日）は、日本の政治家、実業家、物理学者。衆議院議員（4期）、参議院議員（2期）、自由の会代表、無所属の会代表などを務めた。
自由民主党副総裁、外務大臣、通商産業大臣を歴任した椎名悦三郎の次男。

## 来歴・人物
東京市（のち東京都文京区）出身。旧制府立高等学校を経て1953年名古屋大学理学部物理学科を卒業。電源開発に入った後、アメリカアルゴンヌ国立研究所に入所する。帰国後、精密機械メーカーサムタクを設立し、自ら取締役に就任した。1979年、父・椎名悦三郎の引退に伴い、第35回衆議院議員総選挙に旧岩手2区から自由民主党公認で立候補し、初当選する。なお悦三郎は、この選挙戦の最中の9月30日に死去した。当選後は椎名派が解散したこともあり無派閥となった。
自民党国際局長を務めた他、リチャード・アーミテージ元国務副長官やビル・ブラッドレー元上院議員ら、アメリカの政界に知人が多い知米派・国際派であり、中曽根康弘首相・ロナルド・レーガン大統領の所謂「ロン・ヤス会談」の成功にも貢献した。
1990年の第39回衆議院議員総選挙で落選。1992年、第16回参議院議員通常選挙に岩手県選挙区から出馬し、当選。1993年に自民党を離党する。同年夏に発足した細川内閣には好意的であり、後継の羽田内閣組閣時には経済閣僚候補に椎名の名前が挙がるも、入閣は実現しなかった。
1995年に無所属の参議院議員を糾合し、田英夫らと院内会派「参議院フォーラム」を結成。1997年には自由の会に所属する。1998年、参議院議員に2期目の当選。1999年無所属の会結成に参加し、その後同会代表を務めた。2004年に政界を引退する。
雑誌「中央公論」などに外交評論を執筆するなど言論活動もおこなった。
2007年3月16日、肺炎のため死去。76歳没。
元駐タイ大使・外交評論家の岡崎久彦とは旧制高校（旧制府立高校）の同級生。

## 表彰歴など
- 2003年　米国務長官特別功労賞（米国人以外では2人目、日本人では初）
- 2003年　紫色大綬景星勲章（台湾）

## 著書
- 読売新聞盛岡支局編『椎名素夫回顧録　不羈不奔』（東信堂、2006年）。
- 『<ワールドワイド知的財産権>激突から大調和へ 「日米欧技術戦略セミナー」は報告する』編. ダイヤモンド社, 1994.5

| 党職                 | 党職                                                        | 党職                 |
| -------------------- | ----------------------------------------------------------- | -------------------- |
| 先代 結成 田名部匡省 | 無所属の会代表 初代:1999年 - 2001年 第3代 : 2003年 - 2004年 | 次代 田名部匡省 解散 |
| 先代 徳田虎雄        | 自由の会代表 第5代 : 1997年                                 | 次代 徳田虎雄        |